# 夜の終わり
『夜の終わり』（よるのおわり）は、2012年4月11日にリリースされたKeishi TanakaのCD付きソングブック。

## 概要
- ソロ名義では初となる作品。弾き語り音源を収録したCDとSpangle call Lilli lineのメンバーであり写真家の笹原清明がその詞からインスパイアされて撮影したフォトブックのセットとなっている[2]。
- 表題曲「夜の終わり」にはミュージックビデオも製作されている。監督は大関泰幸[3]。
- ソングブックの表紙、アナログ盤のジャケット共にイラストは石丸海が担当している[4]。

## 収録曲
全作詞・作曲：Keishi Tanaka
1. Morning Comes
  - 邦題「朝がくる」
2. I've Never Seen
  - 邦題「僕は知らない」

プロアクティブ ボディーケア商品CMソング。
3. Music Around Me
  - 邦題「鳴る音」
4. Humming
  - 邦題「ハミング」
5. Let Me Know
  - 邦題「君の言葉」
6. 夜の終わり
  - 英題「End of Night」

## リリース一覧
| 発売日        | 形態             | 品番   | レーベル     | 脚注  |
| ------------- | ---------------- | ------ | ------------ | ----- |
| 2012年4月11日 | CD＋ソングブック | NIW-77 | Niw! Records | [ 2 ] |
| 2012年7月4日  | 10インチレコード | SNY-3  | SUNNY CLUB   | [ 5 ] |